# 史蒂夫·麦克罗里
史蒂夫·麦克罗里（英語：Steve McCrory，1964年4月13日—2000年8月1日），美国男子拳击运动员。他曾代表美国参加1984年夏季奥林匹克运动会拳击比赛，获得一枚金牌。他也曾参加1983年泛美运动会。